# Agnis Čavars
Agnis Čavars, född 31 juli 1986, är en lettisk basketspelare. 
Čavars deltog vid olympiska sommarspelen 2020 och var en del av Lettlands lag som tog guld i tremannabasket.